# 's-Gravendijkdreef
De 's-Gravendijkdreef verbindt de Bijlmerdreef bij Groenhoven en Gouden Leeuw, oorspronkelijk ook Grunder en sindsdien Nieuw-Grunder, in het oosten van de Bijlmermeer in Amsterdam-Zuidoost met de Karspeldreef, bij Koornhorst, oorspronkelijk ook bij Koningshoef. 
De dreef was half hoog gelegen en uitsluitend bestemd voor snelverkeer en werd voor het verkeer opengesteld in 1970. In de dreef werd een aantal viaducten gebouwd om het langzaam verkeer (voetgangers en fietsers) via een gescheiden verkeersstroom de dreef te kunnen passeren. Aan de oostzijde verschenen de laagbouwwijken Geerdinkhof en Kantershof. 
In de tweede helft van de jaren negentig werd de dreef in het kader van de vernieuwing van de Bijlmermeer verlaagd, verdwenen als gevolg daarvan de viaducten (brug 1019 tot en met brug 1026) en werd ze veranderd in een stadsstraat. De honingraatflats Grunder en Koningshoef verdwenen en werden vervangen door nieuwbouw op kleinere schaal met toegangen aan de dreef. Ook verschenen er fiets- en voetpaden en gelijkvloerse kruisingen. Oorspronkelijk bevonden zich aan de dreef geen huisnummers, de flatwoningen hadden de naam van de naastgelegen flats en de laagbouwwoningen van de hoven. Pas na de vernieuwing en verlaging kwamen er aan de dreef wel huisnummers, oplopend van 1- 369.
GVB bus 41 geeft een verbinding met metrostation Ganzenhoef, het winkelcentrum Ganzenpoort, metrostation Kraaiennest en het winkelcentrum de Kameleon.
De dreef is bij een raadsbesluit van 20 januari 1971 vernoemd naar een boerderij in Noordwijkerhout.
Langs de dreef staan twee kunstwwerken:
- titelloos werk van Matthijs van Dam en Peter Jansen
- Vliegende schotels van Wim Winnubst